# Teufelshöhle (Pottenstein)

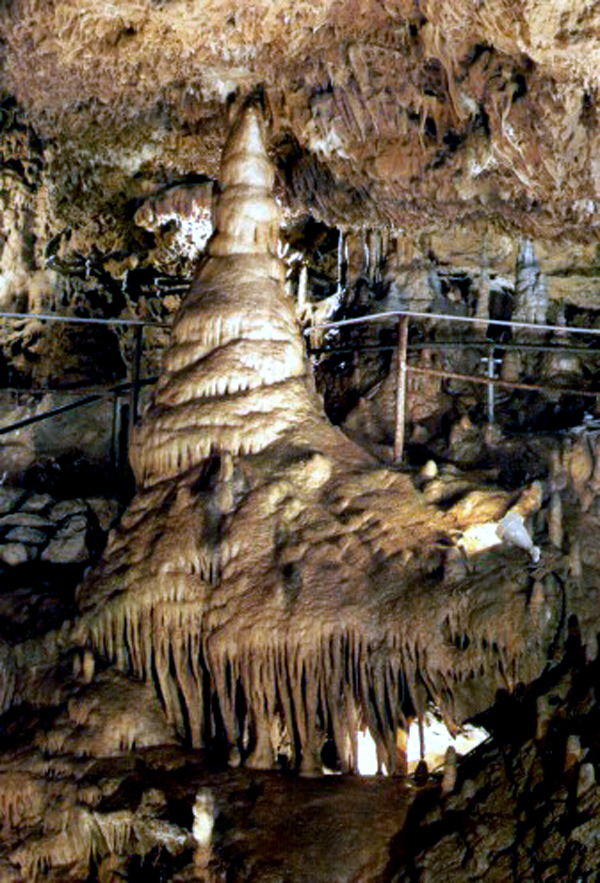
En droppstensformation i "Jättarnas sal".

Teufelshöhle är en grotta i bergstrakten Frankiska Schweiz i Tyskland. Den ligger nära staden Pottenstein i Oberfranken i Bayern. Av de cirka 1000 grottor i Frankiska Schweiz är Teufelshöhle den största. Den visas för allmänheten och har varje år (början av 2000-talet) ungefär 150 000 besökare.

## Geologi
Grottan ligger i ett större karstområde. Förkastningar i berget skapade sprickor som fylldes med kolsyrarikt vatten. Genom syran löstes ut kalk och dolomit och större hålrum uppkom. Dalgången bredvid grottan blev djupare och så tömdes grottan på vattnet. Några rum i grottan har en påfallande storlek. Den så kallade kupolsalen (Kuppelsaal), även känd som stora djävulshålet (Großes Teufelsloch), har en bottenyta på cirka 100 kvadratmeter, är vid några ställen över 10 meter hög och är täckt av ett cirka 15 meter tjockt tak av berg. Barbarossas domkyrka (Barbarossadom) är 45 meter lång, 18 meter bred och ungefär 18 meter hög. Jättarnas sal (Riesensaal) är 30 meter lång, 16 meter bred och 16 meter hög.
I grottsystemet skiljs vanligen mellan tre våningar. De stora hålrummen är vanligen sammanlänkade med konstgjorda tunnlar.
I grottan förekommer en mängd droppstensformationer. Droppstenarnas olika färg beror på inlagringar av sand, järn, lera och mangan.